# Синдикат
Синдика́ти — одна з форм капіталістичної монополії — договірне об'єднання підприємців, окремої галузі виробництва, що створювалося з метою захоплення ринку шляхом спільного збуту товарів за спільними цінами. Зазвичай організувалися у формі акційних спілок фірм-учасників, зі спільним статутним капіталом та єдиним репрезентативним органом (управою), що приймав спільні замовлення від споживачів і розподіляв їх за квотами між членами синдикату.

## Структура й функціонування
Особливістю постання синдикатів у Російській імперії була їх охорона митним протекціонізмом держави та іншими заходами державного сприяння на відміну від решти світу, де вони виникали під тиском економічної необхідності (тобто загострення конкуренції).
Монополістичні об'єднання в Росії існували у різних формах. Більшість із них виникли спочатку у вигляді звичайних (більших чи менших) акціонерних товариств і виконували, здебільшого, функції синдикатів (організація збуту продукції, розподіл і боротьба за ринки тощо). Однак вони дедалі розширювали сферу своєї діяльності та почали активно впливати не лише на ринок збуту, а й на процес виробництва продукції. Так, «Продамет» за зовнішніми ознаками мав форму синдикату, але насправді виконував функції далеко не синдикатного характеру. Крім реалізації продукції і розподілу ринків збуту, він за допомогою різних засобів активно боровся за джерела сировини, здійснював політику, спрямовану на обмеження виробництва, тощо. «Продамет» безпосередньо впливав на виробничу діяльність підприємств, які входили до його складу, диктував їм умови виробництва. За необхідності міг навіть закривати невигідні підприємства.
Отже, по суті дане монополістичне об'єднання (як і деякі інші) за своїм характером наближалося до тресту. Більше того, напередодні й у роки першої світової війни окремі монополії дедалі більше набували характерних рис концернів. А це означало, що за організаційними ознаками вітчизняний монополістичний капітал нічим не поступався монополістичному капіталу передових західних держав. Йому були властиві різні форми монополістичних об’ єднань та союзів — від найпростіших до найскладніших.
Головні з них були розташовані в Росії, такі як «Продамет», «Продвугілля», «Продаруд», «Русское общество пароходства и торговли — РОПИТ», «Союз рельсовых фабрикантов», «Союз фабрикантов рельсовых скреплений», «Урожай» (синдикат виробників сільсько-господарських машин в Україні), «Синдикат южнорусских крахмальных магазинов» і т. д. Здебільшого, ці синдикати були під контролем закордонного капіталу (французького) або найбільших банків імперії, які також були під чужоземним контролем. Синдикати будувалися за французьким зразком (звідси їхня назва; німецька — картель). Існувало чимало окремих угод між підприємцями, що встановлювали лише ціни товарів (т. зв. «гандурас» та «йоба»). У найвищу форму приватної монополії — трести — синдикати в Російській Імперії не переросли (спроби перетворити «Продамет» на сталевий трест за німецько-американським зразком не вдалися).
У 1867 р. було створено синдикат заводів сільськогосподарських знарядь і машин, що об'єднував відповідні підприємства, розміщені в Україні. (Через деякий час він тимчасово, з певних причин, припинив свою діяльність, а у 1883 р. розпочав її знову). Синдикат об'єднав 18 найбільших підприємств галузі та зосередив 33 % загального виробництва сівалок і 22 % — інших сільськогосподарських знарядь. Ціни на всі сільгоспмашини та знаряддя відразу ж значно зросли.
Синдикування виробництва охопило також основні галузі легкої та харчової промисловості. Найбільшим у харчовій індустрії став заснований ще 1887 р. у Києві, з ініціативи українських підприємців, синдикат цукрозаводчиків «Цукор». Уже на початку своєї діяльності він об'єднував 171 завод (із 219 діючих) і понад 90 % усього виробництва галузі. У 1892—1893 pp. синдикат об'єднував 203 цукрових заводи, або 92 % усіх цукрових підприємств країни. Це об'єднання цукрозаводчиків увійшло в історію як одна з перших і найбільших промислових монополій не лише України, а й усієї Російської імперії. Згодом синдикат став однією з перших у світі державно-монополістичних організацій.

## Місце держави у регулюванні діяльності
Український уряд намагався протистояти зростанню синдикатів лише у тих випадках, коли синдикати зачіпали державні інтереси. Так уряд поборював, наприклад, «Продвугілля», коли цей синдикат підвищував ціни для державних залізниць, інколи — Синдикат цукрозаводчиків і соляний синдикат в Україні (він існував таємно і знижував ціни в боротьбі проти уральських солеварень, що зменшувало прибутки держави з акцизу). У більшості випадків російський уряд дозволяв утворення синдикатів. Антимонопольне законодавство обмежувалося лише ст. 913 і 1180 «Свода законов Российской Империи», які передбачували кари за штучне підвищення цін на «товари першої необхідності», але ці закони застосовувалися рідко, зокрема через дуже поширену корупцію в урядових та судових колах.
Синдикати в Україні часто конкурували з синдикатами, що існували на території Росії й Польщі, причому явно оформлювалися територіальні інтереси української буржуазії. Український уряд намагався боронити російські синдикати шляхом маніпуляцій провізних тарифів на державних залізницях та шляхом перевалених урядових замовлень на продукцію російських синдикатів, але ця боротьба була безуспішна, бо синдикати з України поширювали свої впливи на всеімперські ринки; наприклад, синдикат «Урожай» (після впертої боротьби він захопив ринки аж у Сибіру) і «Продамет».

### Значення синдикатів після перевороту
Перед переворотом 1917 їх нараховувалося від 100 до 140.
Під час перевороту, синдикати були націоналізовані. За НЕПу існували державні синдикати, що здебільшого також були територіальні. Їх було ліквідовано у 1929–30 роках.

## Приклади синдикатів
Класичним прикладом є алмазний синдикат "Де Бірс", що зосередив у своїх руках реалізацію практично всіх, що видобуваються у світі, необроблених алмазів.